# Nisteraue
Das Naturschutzgebiet Nisteraue liegt im Westerwaldkreis in Rheinland-Pfalz.

## Beschreibung
Das etwa 20 ha große Gebiet, das im Jahr 1986 unter Naturschutz gestellt wurde, erstreckt sich westlich der Ortsgemeinde Unnau, direkt an der am östlichen Rand vorbeiführenden Landesstraße L 281 nahe dem Ortsteil Korb. Etwas weiter entfernt westlich verläuft die L 288, östlich die L 293. Das Gebiet wird in Nord-Süd-Richtung  von der Nister durchflossen.
Schutzzweck ist die Erhaltung der Nisteraue als Lebensraum seltener in ihrem Bestand bedrohter wildwachsender Pflanzen und als Standort seltener in ihrem Bestand bedrohter Vogelarten.